# Brian Winters
Brian Joseph Winters (ur. 1 marca 1952 w Rockaway) – amerykański koszykarz oraz trener, dwukrotny uczestnik spotkań gwiazd NBA.

## Osiągnięcia
NBA
- 2-krotny uczestnik meczu gwiazd NBA (1976, 1978)[1]
- Wybrany do I składu debiutantów NBA (1975)[2]
- Klub Milwaukee Bucks zastrzegł należący do niego numer 32[3]
- Współlider play-off w liczbie celnych rzutów za 3 punkty (1982)[4]
- Lider play-off w skuteczności rzutów:
  - za 3 punkty (1982)[5]
  - z gry (1976)[6]
  - wolnych (1980 - wspólnie z Jamesem Silasem i Calvinem Murphy)[7]